# 크세노폰토스 수도원
크세노폰토스 수도원(그리스어: Μονή Ξενοφώντος)은 그리스 아토스산의 수도원 주에 있는 동방정교회 수도원이다.
이 수도원은 아토스 반도의 서쪽 연안에 위치한 바닷가에 건축되었다. 이 수도원은 10세기 또는 11세기에 건축되었다. 이 수도원은 성 게오르기우스에게 봉헌되었고, 안으로는 11 채의 경당들과 밖으로는 6 채의 경당들이 있다. 이 수도원은 아토스산의 서열위계에서 열여섯 번째에 위치해 있다. 이 공동체에는 약 30 명의 현직 수사들이 있다.
이 수도원의 도서관은 약 300 권의 필사본들과 4,000 권의 인쇄된 책들을 포함하고 있다.

## 사진 갤러리

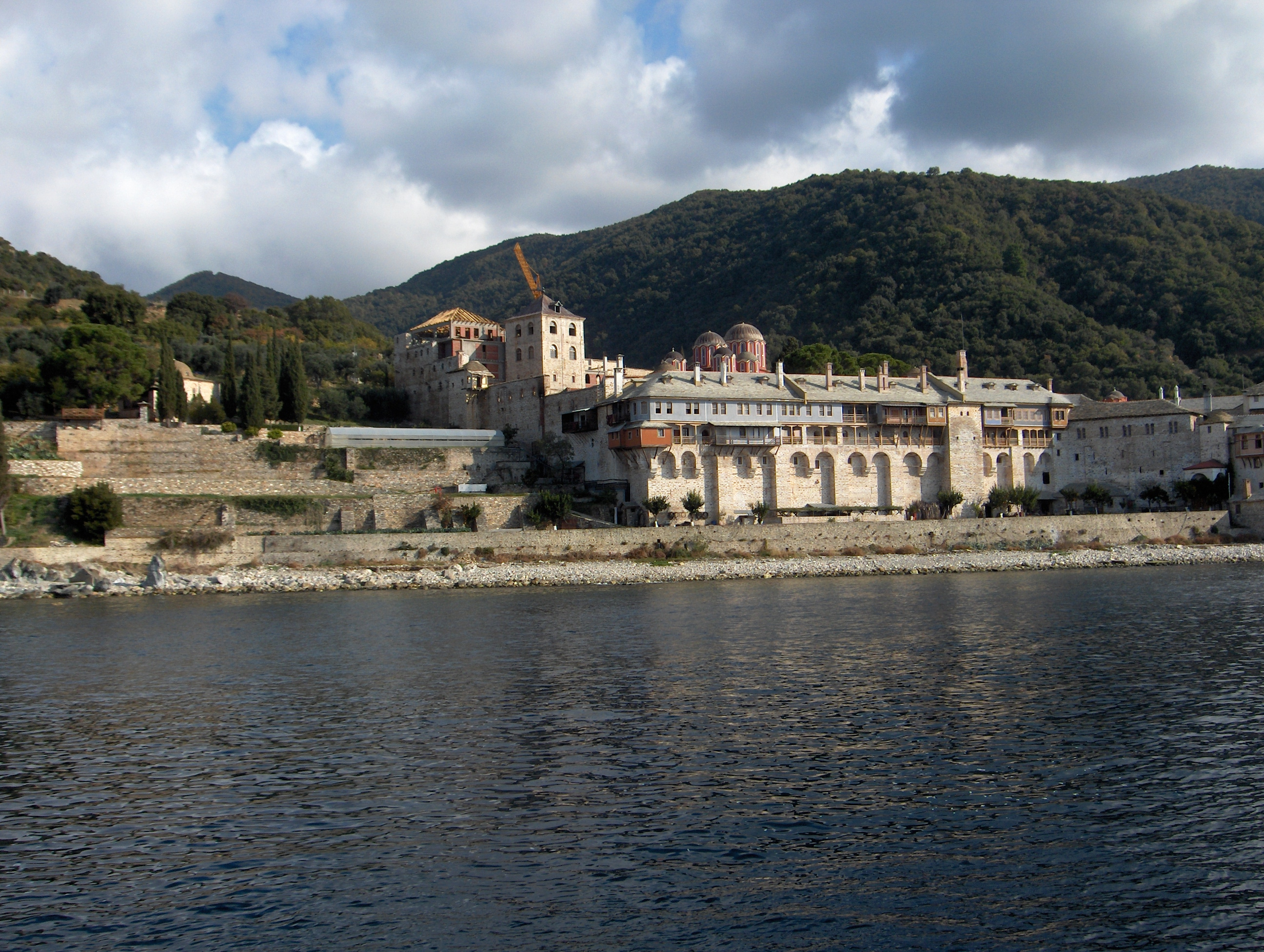
외부 전경
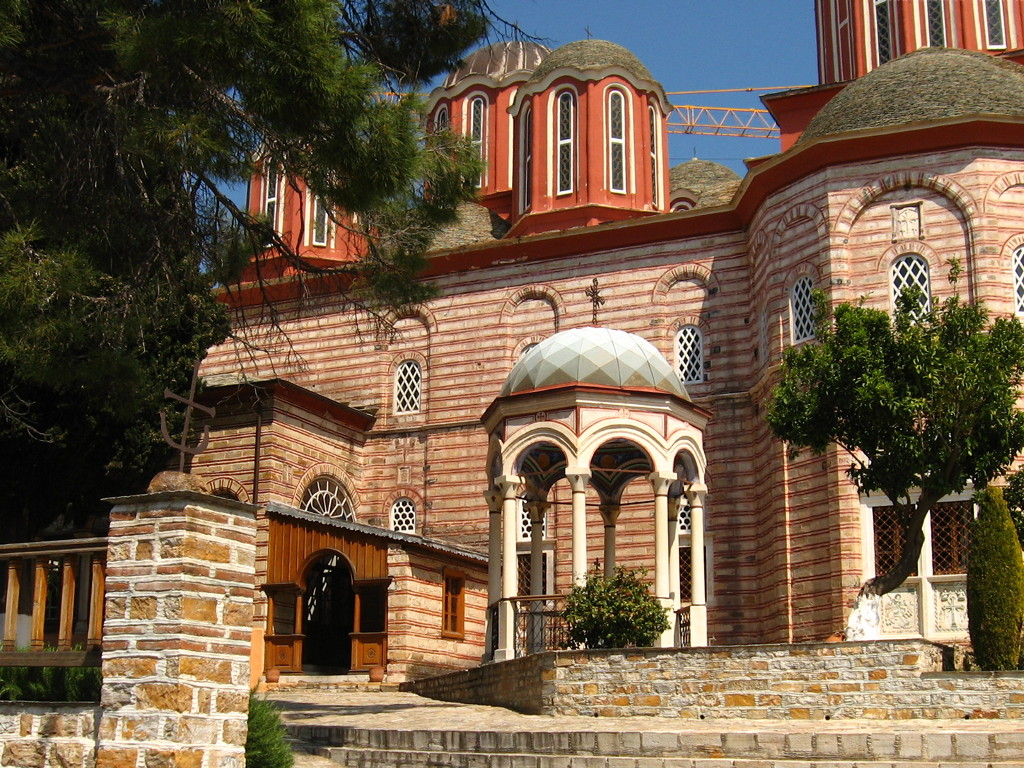
새 성당
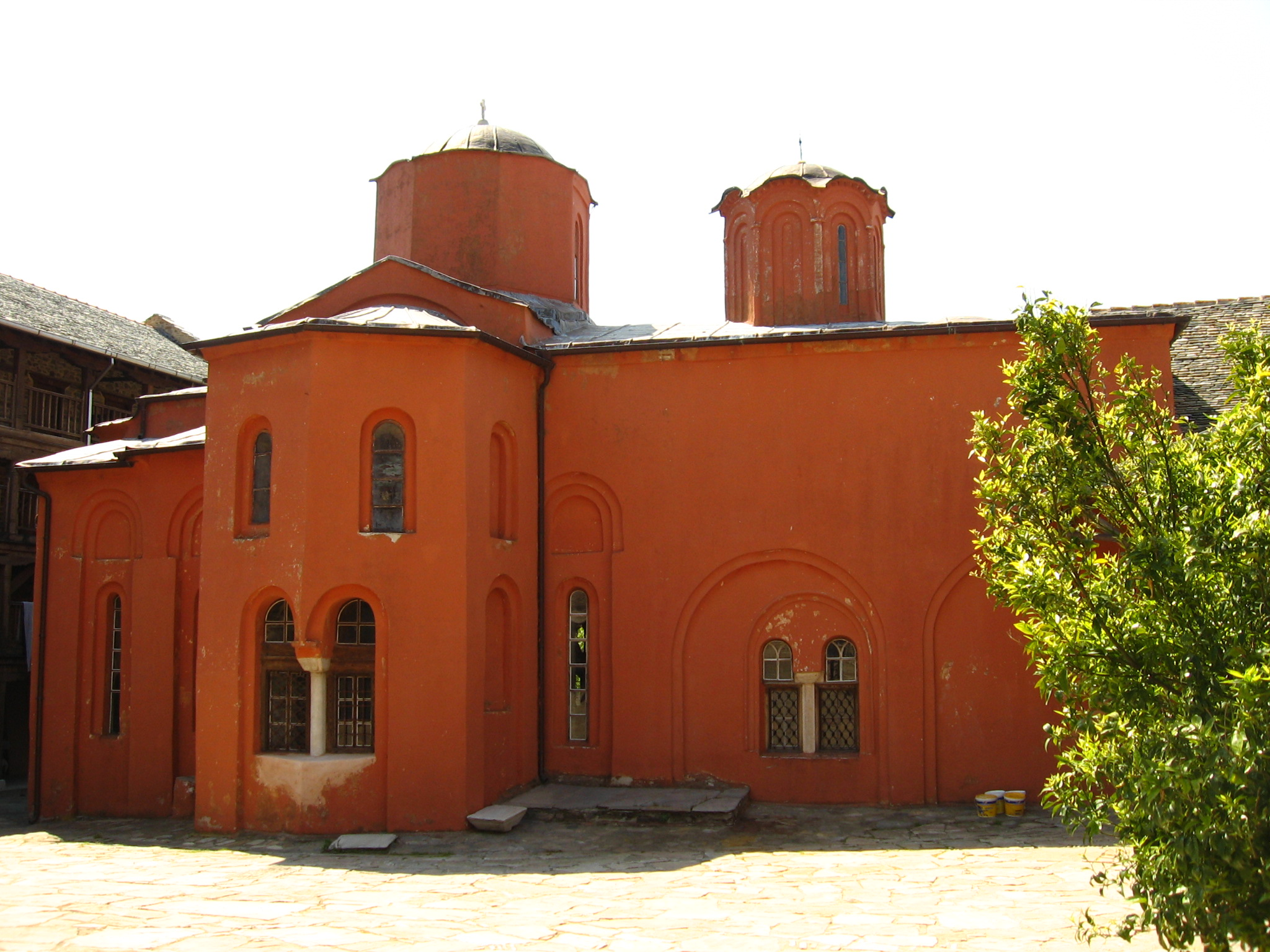
옛 성당
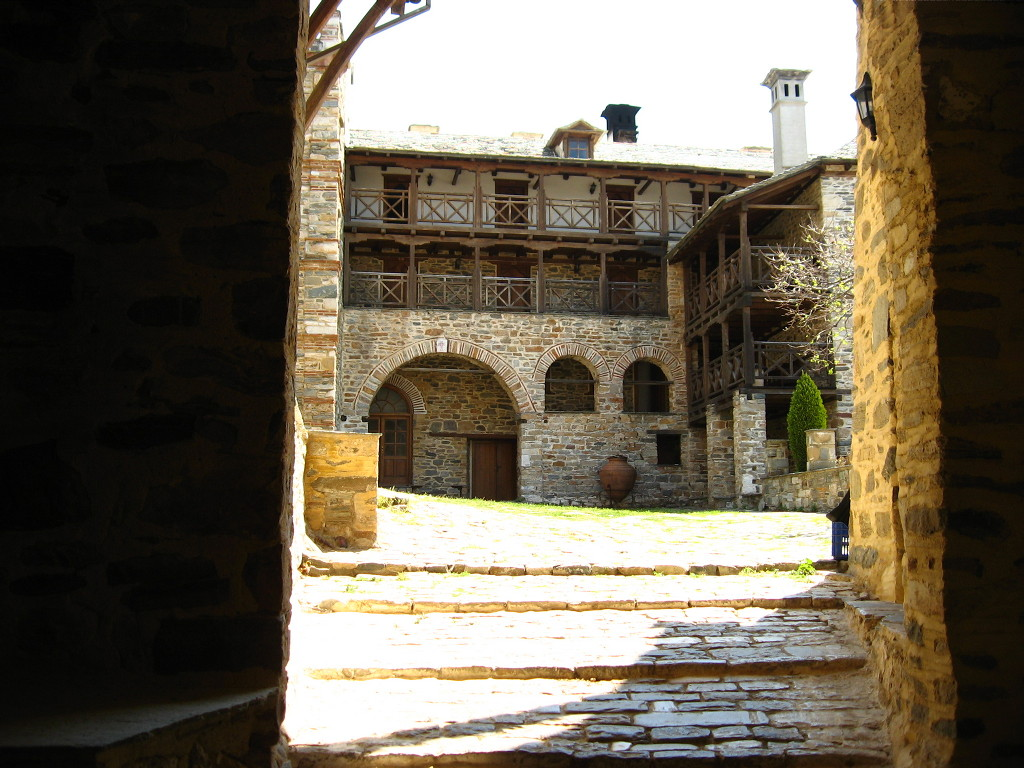
안뜰